# João Barbosa
João Ricardo da Silva Coelho Barbosa (Porto, 11 marzo 1975) è un pilota automobilistico portoghese, che milita con la scuderia Mustang Sampling Racing nel campionato IMSA WeatherTech SportsCar.

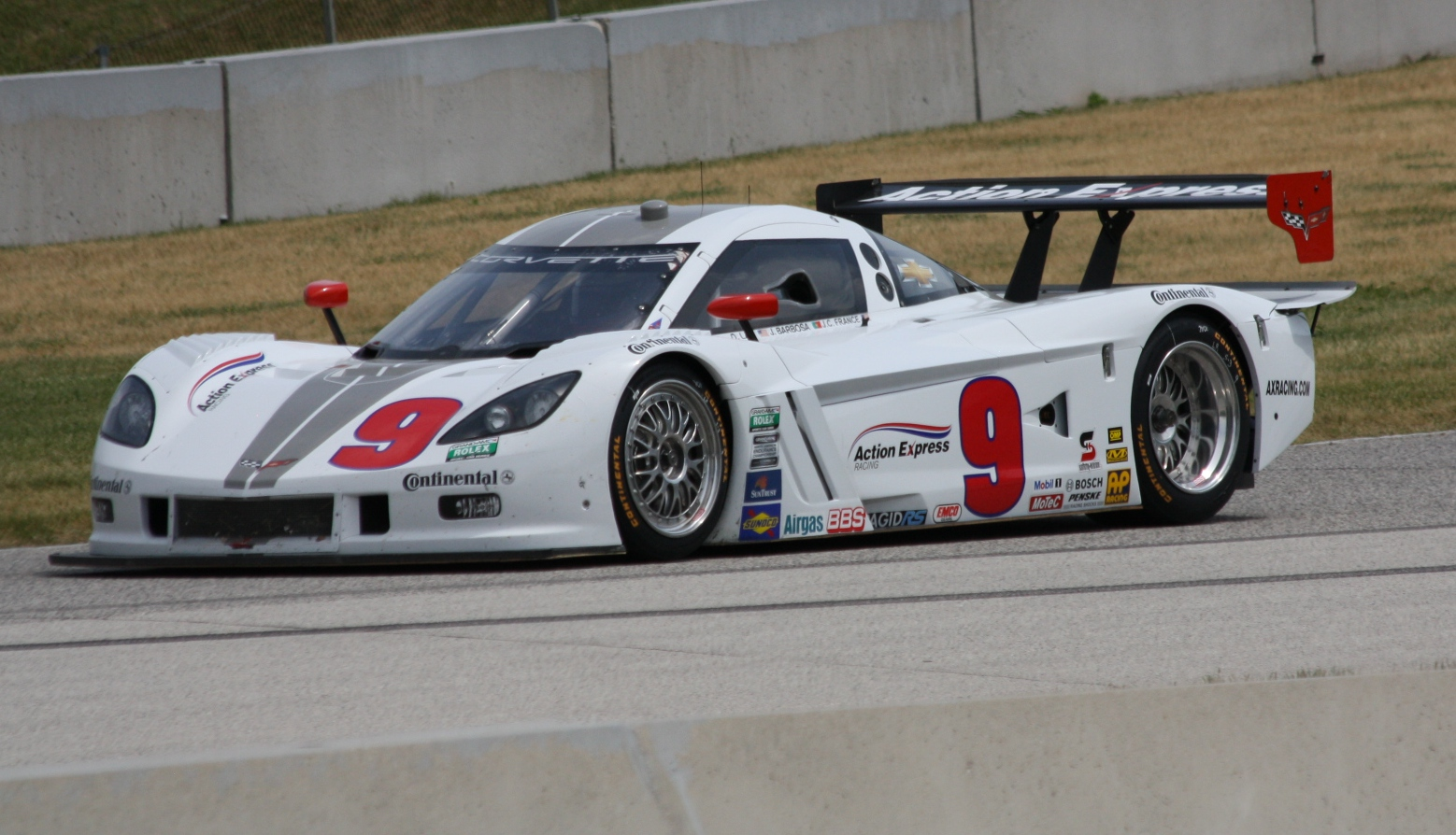

Ha vinto 4 edizioni della 24 ore di Daytona (2003, 2010, 2014, 2018) e il campionato IMSA WeatherTech SportsCar sia piloti che quello a squadre nel 2014 e 2015.
È arrivato secondo nella classe GTS della Grand-Am Rolex Sports Car Series nel 2003 e quinto nella classe DP nel 2008, accumulando un totale di sette vittorie complessive. Ha vinto l'edizioni 2010 e il 2014, arrivando terzo nel 2009 e nel 2011 e quarto nel 2007 e nel 2013. Ha preso parte 6 edizioni della 24 Ore di Le Mans (2004, 2005, 2007, 2008, 2011, 2015) arrivando quarto nel 2007.